# Jean Baudry (homme politique)
Jean Baudry est un homme politique français né le 12 janvier 1763 à Lonzac (Charente-Maritime) et mort le 14 octobre 1830 à Saintes (Charente-Maritime).

## Biographie
Procureur impérial à Saintes sous le Premier Empire, confirmé sous la Restauration, il est député de la Charente-Maritime de 1815 à 1819, siégeant au centre.